# Concordia Forsikring-Riwal/Saison 2013
Dieser Artikel listet Erfolge und Fahrer des Radsportteams Concordia Forsikring-Riwal in der Saison 2013 auf.

## Erfolge in der UCI Europe Tour
Bei den Rennen der UCI Europe Tour im Jahr 2013 gelangen dem Team nachstehende Erfolge.
| Datum    | Rennen                       | Kat. | Sieger           |
| -------- | ---------------------------- | ---- | ---------------- |
| 20. März | 2. Etappe Tour de Normandie  | 2.2  | Martin Mortensen |
| 7. Juni  | 4. Etappe Slowakei-Rundfahrt | 2.2  | Martin Mortensen |

## Zugänge – Abgänge
| Zugänge              | Team 2012                   | Abgänge                         | Team 2013                 |
| -------------------- | --------------------------- | ------------------------------- | ------------------------- |
| Kasper Klostergaard  | Team Saxo Bank-Tinkoff Bank | Morten Øllegaard                | Blue Water Cycling        |
| Martin Mortensen     | Vacansoleil-DCM             | Sebastian Balck                 | Christina Watches-Onfone  |
| Mats Andersson       | Argon 18-Unaas Cycling      | Morten Høberg                   | Christina Watches-Onfone  |
| Martin Lind          | Christina Watches-Onfone    | Philip Nielsen                  | Designa Køkken-Knudsgaard |
| Mathias Gade         | Glud & Marstrand-LRØ        | Magnus Cort Nielsen             | Team Cult Energy          |
| Christofer Stevenson | UK Youth Cycling            | Casper von Folsach              | Blue Water Cycling        |
| Michael Berling      | Glud & Marstrand-LRØ (2011) | Kaspar Larsen                   | Blue Water Cycling        |
| Martin Herbæk        | Neoprofi                    | Andreas Rosenberg               | Blue Water Cycling        |
| Peter Mathiesen      | Neoprofi                    | Christian Ranneries             | Unbekannt                 |
|                      |                             | Michael Stevenson (bis 5. Juni) | Karriereende              |

## Mannschaft
| Name                 | Geburtstag       | Nationalität |
| -------------------- | ---------------- | ------------ |
| Nikola Aistrup       | 22. August 1987  | Dänemark     |
| Lars Andersson       | 18. Februar 1988 | Schweden     |
| Mats Andersson       | 10. Januar 1990  | Schweden     |
| Michael Berling      | 24. April 1982   | Dänemark     |
| Mathias Gade         | 5. Februar 1990  | Dänemark     |
| Martin Herbæk        | 11. Oktober 1993 | Dänemark     |
| Kasper Klostergaard  | 22. Mai 1983     | Dänemark     |
| Martin Lind          | 9. Juli 1990     | Dänemark     |
| Peter Mathiesen      | 18. Juli 1994    | Dänemark     |
| Martin Mortensen     | 5. November 1984 | Dänemark     |
| Mikkel Mortensen     | 8. August 1988   | Dänemark     |
| Lucas Persson        | 16. März 1984    | Schweden     |
| Christofer Stevenson | 25. April 1982   | Schweden     |